# أوليفر هيلد
أوليفر هيلد (بالألمانية: Oliver Held)‏ هو لاعب كرة قدم ومدرب كرة قدم ألماني في مركز الوسط، ولد في 10 سبتمبر 1972 في كيل في ألمانيا. لعب مع شالكه 04 ونادي سانت باولي وهولشتاين كيل.

## وصلات خارجية
- أوليفر هيلد على موقع قاعدة بيانات كرة القدم.إي يو (الإنجليزية)
- أوليفر هيلد على موقع بيانات كرة القدم. دي إي (الألمانية)
- أوليفر هيلد على موقع عالم كرة القدم.نت (الإنجليزية)